# 楊振 (義州衛)
楊振（—1639年）是明朝義州衛人。明朝軍事人物。
杨振家族世代担任義州衛指挥使。天启二年（1622年），辽河东面被後金佔領，他母亲自缢而死。杨振跟随父亲以及弟弟渡过鸭绿江來到皮岛的毛文龙军中任職。毛文龙死后，杨振归袁崇焕管辖，担任宁远千总。崇祯二年（1629年）跟随袁崇焕进北京守卫。後來因為援救开平有功，晋升为都司佥书。邮马山之战時，由游击晋升为参将。後來又擢升为副总兵。
松錦之戰爆發，松山被滿清围困时，巡抚方一藻派副将杨振救援，到达吕洪山時杨振遭遇滿清伏兵，整支军队被完全消灭。杨振被俘虏，滿清命令他前往松山劝降。結果杨振途中讓随从官员李禄向松山城內仍喊話，要松山守軍坚守，援军最近几天就會到达。李禄後來来到城下讲出杨振吩咐的话。最終杨振、李禄都被滿清杀死。明朝給他的謚號為烈愍。